# Orate, fratres
Orate, frates (latim: Orai, irmãos) é o incipit do pedido de orações que padre dirige aos fieis participantes da missa, antes da oração sobre as oferendas, anteriormente chamada Secreta. A prece corresponde, pois, ao Oremus de antes da Coleta e após a comunhão eucarística, e é uma forma expandida daquelas exortações. 